# شیخ آفتاب احمد
شیخ آفتاب احمد (اردو: شیخ آفتاب احمد؛ زادهٔ ۲۵ اکتبر ۱۹۴۴) سیاست‌مدار، عضو مسلم لیگ، و از اوت ۲۰۱۷، وزیر پارلمانی معاملات پاکستان است.